# (55) Pandore
Pour les articles homonymes, voir Pandore (homonymie).
Ne doit pas être confondu avec Pandore, satellite de la planète Saturne.
(55) Pandore (désignation internationale (55) Pandora) est un astéroïde de la ceinture principale, découvert par George Mary Searle le 10 septembre 1858.
Il est nommé d'après Pandore, la première femme dans la mythologie grecque.